# Hemipogon acerosus
Hemipogon acerosus är en oleanderväxtart som beskrevs av Joseph Decaisne. Hemipogon acerosus ingår i släktet Hemipogon och familjen oleanderväxter. Inga underarter finns listade i Catalogue of Life.